# Copa de Portugal 2019-20
La Copa de Portugal 2019-20 (conocida como Taça de Portugal Placard de 2019-20 por motivos de patrocinio) fue la 80.ª edición de la Copa de Portugal.

## Resultados de fases finales

### Cuartos de final
Encuentros
| Fecha       | Local              | Div. | Resultado | Div. | Visitante       |
| ----------- | ------------------ | ---- | --------- | ---- | --------------- |
| 14 de enero | FC Porto           | I    | 2-1       | II   | Varzim SC       |
| 14 de enero | Benfica            | I    | 3–2       | I    | Rio Ave         |
| 15 de enero | Paços de Ferreira  | I    | 0–1       | I    | FC Famalicao    |
| 16 de enero | Académico de Viseu | II   | 1–0       | III  | CF Canelas 2010 |

### Semifinales
Encuentros
| Fecha             | Local              | Div. | Global | Div. | Visitante | Ida | Vuelta |
| ----------------- | ------------------ | ---- | ------ | ---- | --------- | --- | ------ |
| 4 y 12 de febrero | Académico de Viseu | II   | 1–4    | I    | Porto     | 1–1 | 0–3    |
| 4 y 11 de febrero | Benfica            | I    | 4–3    | I    | Famalicao | 3–2 | 1–1    |

### Final
| 1 de agosto de 2020, 20:45 | Benfica            | 1-2     | FC Porto        | Ciudad de Coímbra, Coímbra                               |                                                          |
|                            | Vinícius 84' (pen) | Reporte | Mbemba 47', 58' | Asistencia: 0 espectadores Árbitro(s): Artur Soares Dias | Asistencia: 0 espectadores Árbitro(s): Artur Soares Dias |

|                  |
| Campeón FC Porto |
| 17.º título      |